# 丸山美紀
丸山 美紀（まるやま みき、1987年11月24日 - ）は、日本の女性声優。千葉県出身。旧芸名は美木 沙文（みき さあや）。

## 人物
- 幼稚園の頃からアニメが好きで、なりたいものはセーラームーンだった[8]。小学校の頃に映画『ポケットモンスター』を見て感銘を受けて初めて泣いてしまったという[8]。

- 中学3年生の時に雑誌で見つけて「出すしかない」と締め切りギリギリに急いでカラオケ屋でデモテープを作り応募していた[8]『アストロボーイ・鉄腕アトム』の一般公募オーディションでウラン役に選ばれ、声優デビューする[2][4][5][6][8][7][9]。

- デビュー当初は「丸山 美紀」（まるやま みき）名義でソニー・ミュージックアーティスツに所属。その後、2014年の最初のフリー転向時に活動名義を「美木 沙文（みき さあや）」に改名した[10]。また、ケイハイブ所属時に「丸山 美紀」名義に戻し[11]、再度フリーに転向した際も「丸山 美紀」名義のまま活動している。

## 出演
太字はメインキャラクター。

### テレビアニメ
2003年
- アストロボーイ・鉄腕アトム（2003年 - 2004年、ウラン）

2004年
- おれたちイジワルケイ（茶わんムシ、なんかクレープ、サクラン坊、かくトウフ、貞子、ニンニクめないこ、オニぎり、とんび、モンシロチョウ）
- BECK（石黒泉）

2005年
- おでんくん（たこボールナース）
- Paradise Kiss（塾生の女）
- ブラック・ジャック（明日人）

2006年
- Angel Heart（観客）
- ブラック・ジャック21（ニコ）
- LEMON ANGEL PROJECT（諏訪美希）

2008年
- 屍姫 赫（春日望）
- テイルズ オブ ジ アビス（ミュウ）

2009年
- 屍姫 玄（春日望）

2016年
- 田中くんはいつもけだるげ（女子高生、女子生徒、主婦）

2017年
- けものフレンズ（シロサイ）

### 劇場アニメ
2004年
- ASTRO BOY 鉄腕アトム 特別編 輝ける地球 〜あなたは青く、美しい…〜（ウラン）

2005年
- ASTRO BOY 鉄腕アトム 10万光年の来訪者・IGZA（ウラン）
- ブラックジャック ふたりの黒い医者（ポリー）

2017年
- 劇場版 黒子のバスケ LAST GAME（女子生徒）

### ゲーム
2004年
- ASTRO BOY 鉄腕アトム（ウラン）

2005年
- テイルズ オブ ジ アビス（ミュウ）

2007年
- テイルズ オブ ファンダム Vol.2（ミュウ）

2009年
- テイルズ オブ バーサス（ナビミュウ）

2014年
- トイ・ウォーズ（アテナ（ボイスA））

2015年
- ケイオスドラゴン 混沌戦争

2016年
- Shadowverse（ペタルフェンサー、不屈の兵士、フローラルフェンサー、スカラーウィッチ、マイニュ、加護の修道女）

2017年
- セヴンデイズ あなたとすごす七日間（神崎みつき・母）
- 100% Orange Juice（まりーぽっぽ、ソラ）

2019年
- LOST:SMILE memories + promises（名護胡桃）

2020年
- 絵師神の絆（ザムザ)
- Panty Party（迷彩パンツ）

2022年
- インディゴ7（アメリア）

2023年
- テイルズ オブ ザ レイズ(ミュウ)

### ドラマCD
- VELVET UNDER WORLD「Fragment story #0 “The Fool”」（ノイ）
- サナリカおはなしCD（魔女）
- テイルズ オブ ジ アビスシリーズ
  - テイルズ オブ ジ アビス ドラマCD「ティア・ガイ・アニス」編（ミュウ）
  - テイルズ オブ ジ アビスドラマCD III 罪に降る雪（ミュウ）
  - テイルズ オブ ジ アビスドラマCD Ⅳ ラスト・エピソード（ミュウ）
  - アンソロジードラマCD テイルズ オブ ジ アビス Vol.1（ミュウ）
  - アンソロジードラマCD テイルズ オブ ジ アビス Vol.2（ミュウ）

### デジタルコミック
- りぼんチャンネル
  - ハニーレモンソーダ（2019年 - 2021年、橋下ゆる、岩川奈乃）
  - 共学のオトコノコ（2019年、大園愛海）
  - おとな色キスマーク（2019年、幹本優梨）
  - 睡蓮と寿命の瓶（2019年、死神）
  - 絶叫学級 転生（2019年 - 2021年、沢城母、佐渡明、秋元楽〈少年期〉、謎の女）
  - ぼくらはみんな シロとクロの動物お悩み相談係（2019年、ロク）
  - ヘタレなぼくの育児日記（2019年、中里ここあ）
  - トゲトゲハニー（2020年、白石）
  - 神様になれる日まで（2020年、広瀬小夏）
  - Focus on Me（2020年、如月栞奈）
  - わたしは亜美ちゃん（2020年、高橋亜美）
  - ふたりのポラリス（2020年 - 2021年、るり）
  - キスで起こして。（2020年 - 2022年、美海、瑠奈）
  - キスは大人になってから（2020年、広末真澄）
  - 無敵のスイート（2020年、東雲雛乃）
  - ハツコイと太陽（2021年、泉小春子）
  - 先輩、デートしてください!（2020年、布藤ありさ）
  - 残飯たちのメリクリ（2020年、リサ）
  - 初×婚（2021年 - 、戸亀羽生）
  - 苺ちゃんは大人になりたい（2021年、苺）
  - まんがみたいな恋がしたい♪（2021年 - 、卯月結菜）
  - ミオの名のもとに（2021年 - 2022年、カルーナ、ルゥ・シアラ）
  - おうちにかえろう（2021年、橘花音）
  - わたしをフってクダサイ♡（2021年、甲斐田萌愛）
  - 君とまるつけ（2021年、中原未知果）
  - 不埒な神官は魔法拳士だけ口説かない（2021年、ライザ）
  - 吸血鬼と薔薇少女（2021年 - 2022年、紫琉茉莉花、田辺リカ）
  - ブーゲンビリアの君（2022年、咲坂杏里）
  - ママの友達（2022年、三上）
  - レオと三日月（2022年、琴ちゃん、みちる）
  - あおたん！-青矢先輩と私の探偵部活動-（2022年、松浦会長）
  - [[海色ダイアリー[]]（2022年、夏目結亜）
- 別冊マーガレット公式チャンネル
  - 月のお気に召すまま（2019年、女子高生A〈ショート〉、女子高生C〈ツインテ〉、キャシー）
- 野いちご・ベリーズカフェチャンネル
  - 狼くんにたべられそうです！（2019年、片山綾乃）
  - お気の毒さま、今日から君は俺の妻（2020年、栫澄花）
  - 【社内公認】疑似夫婦―私たち（今のところはまだ）やましくありません！（2020年、湯川映子）
  - 堕ちるならふたりで（2020年、神木小百合）
  - 追放された悪役令嬢ですが、モフモフ付き!?スローライフはじめました（2021年、アイリーン・オークウッド）
  - このキスはフィクションです。（2021年、美月彩）
- ジャンプチャンネル ボイスコミック
  - 夜桜さんちの大作戦（2020年 - 2021年、夜桜二刃）
  - 文殊史郎兄弟（2020年、マミコさん）
  - 破壊神マグちゃん（2020年 - 2021年、女性、マルノヤアナウンス）
  - はじめてのハニートラップ（2020年、先生、ヘヴィフォトンの仲間）
  - 心霊写真師鴻野三郎（2020年、壮太の母）
  - 詭弁学派、四ッ谷先生の怪談（2020年、女子生徒）
  - ギャルかぞく（2021年、成田留美）
  - ウィッチウォッチ（2021年、ニコの母）
  - デビィ・ザ・コルシファは負けず嫌い（2021年、悪魔、出獄管理局）
  - 高校生家族（2021年、女性教員）
  - SAKAMOTO DAYS（2021年、ママ友）
  - アオのハコ（2021年、千夏の母）
  - アメノフル（2021年、アナウンサー）
  - かいだんし（2021年、文化祭委員）
  - 僕より目立つな竜学生（2021年、藤美織〈担任〉）
  - 口が裂けても君には（2021年、みろく）
  - カワイスギクライシス（2021年、店員、シフォンの飼い主）
  - Bad Tripper（2021年、資産家の娘）
  - 一矢報いて春から逃げる（2021年、夜越の同級生）
  - まとはずれQ道部（2021年、紋黄蝶燕）
  - DC3（2021年、JK1）
  - ドロンドロロン 読切版（2021年、宮本の母親）
  - 忍SS（2021年、藍鉄）
  - アヤシモン（2021年、風俗嬢）
  - 失恋ビギニング（2022年、蒼燈院龍子）
  - ネオンヴァンパイア（2022年、ガミーの姉）
- KADOKAWAオフィシャルチャンネル
  - 帰ってください! 阿久津さん（2020年 - 2021年、ネコ、ミサキ）
  - 姉の親友、私の恋人。（2021年、担当編集[37]）
  - 残念妖精ドルマさん（2022年、ひなこ）
- エースこみっくチャンネル
  - 職場と自宅でギャップのあるパパ（2021年、ママ）
  - 情緒をめちゃくちゃにしてくる女（2021年、情緒さん）
  - ドМ女子とがっかり女王様（2021年、野方まりあ、クラスメイト、電車内の女子）
  - 美木さん、大好きです！（2021年、香坂の母）
  - 押しの強い後輩の話（2021年、店員）
  - 年上エリート女騎士が僕の前でだけ可愛い（2022年、アンリ）
  - キミガシネ（2022年、ホエミー）
- ちゃおチャンネル
  - カラフル！（2021年、マヒロ）
- ゼロサム20周年記念YouTubeチャンネル
  - ボクラノキセキ（2022年、ベロニカ）

### ボイスドラマ
- みらい文庫ちゃんねる
  - 九死一生ゲーム（2021年、松下彩香、下川順一）
  - ことばけ！（2021年、牧島愛華、先生）
  - ウソカレ!?（2021年、ナレーター、十条明日香）※第1話（＃1）のみデジタルコミック
  - 二条くんはわたしの執事（2021年、西園寺うらら）
  - 戦国姫 -初の物語-（2021年、初姫）
  - 戦国姫 -茶々の物語-（2022年、初）

### 携帯アニメ
- 鉄腕アトム 手塚治虫Mマガジン（ウラン）

### ナレーション
- 小学館アカデミー中国語会話倶楽部 音声CDナレーション

### CD
- LEMON ANGEL PROJECT（諏訪美希）
  - ソングコレクションアルバム「Lemon Angel Addict」
  - キャラクターソングシングル1「-I will・ミカヅキ-」
  - 劇中歌シングル「NEVER GIVE UP/EVOLUTION」
  - オープニングテーマソング「Angel Addict」

### 映画
- 同窓會（2005年） 緒方初恵

### 舞台
- 朗読劇「あなたを忘れない」（2020年10月23日 - 29日、Streaming+） - 女性 役（B・C公演）[38][39]

### その他
- テイルズ オブ フェスティバル2011
- バンダイガールズホビー 紹介動画（海月メリー[40]）